# Héctor Camacho
Héctor Camacho, noto anche con lo pseudonimo di Macho Camacho (Bayamón, 24 maggio 1962 – San Juan, 23 novembre 2012), è stato un pugile portoricano.
Ammiratore ed imitatore dello stile anticonformista e controverso di Muhammad Ali, Macho Camacho fu tre volte campione del mondo e riuscì, soprattutto nella prima parte della sua carriera, a calamitare su di sé l'attenzione dei mass media; curiosamente, quando cominciò a comportarsi in maniera più regolare, venne abbandonato da molti fan.

## Giovinezza
Nacque in una famiglia povera con cui fu costretto a trasferirsi a New York quando era solo un bambino. Si unì ad una baby gang, finendo in carcere a quindici anni. Da giovane praticò il karate e la boxe, e poiché in quest'ultimo sport raggiunse ragguardevoli risultati, decise di intraprendere l'attività di pugile.
Dopo una carriera di altissimo livello fra i dilettanti, Camacho iniziò a scalare rapidamente le classifiche dei professionisti, prima tra i pesi piuma, poi nei pesi leggeri junior. Era così sicuro di sé da affermare di poter battere i campioni del mondo dei pesi leggeri Salvador Sánchez ed Eusebio Pedroza. Sánchez però morì in un incidente d'auto mentre Camacho stava ancora risalendo la classifica.
Nella categoria dei pesi leggeri junior riuscì a sconfiggere Irleis Cubanito Perez, Melvin Paul, John Montes e Refugio Rojas (sia Montes che Rojas resistettero una sola ripresa, e Rojas ne resistette sette in una sfida per il titolo mondiale dei pesi leggeri junior contro il campione Julio César Chávez).

## Il titolo dei pesi leggeri junior
Quando il campione del mondo dei pesi leggeri junior Bobby Chacon si rifiutò di andare a Porto Rico per difendere la sua cintura contro Camacho, il WBC dichiarò vacante il titolo mondiale, e il pugile al quale Chacon aveva strappato il titolo, Rafael Bazooka Limón, combatté contro Camacho per riconquistarlo. Era la prima volta che Camacho si trovava sul ring con un precedente campione del mondo, ma non mostrò minimamente la sua mancanza d'esperienza, mandando al tappeto Limon fin dalla prima ripresa e atterrandolo tre volte prima che l'arbitro interrompesse l'incontro alla quinta ripresa.
Anche la sua prima difesa ebbe luogo a San Juan, quando incontrò il suo connazionale Rafael Solis, la cui famiglia comprendeva il passato campione dei pesi gallo Julian Solis. Durante quel combattimento Camacho fu messo per la prima volta a dura prova e un uppercut di Solis lo scosse durante la terza ripresa, ma Camacho riuscì a stendere Solis con un destro al mento durante la quinta ripresa, mettendolo KO e mantenendo così il titolo.

## Il titolo dei pesi leggeri
A questo punto passò nella categoria dei pesi leggeri, dove conquistò il titolo degli Stati Uniti con una vittoria ai punti dopo dodici riprese contro Roque Montoya. Ormai Camacho cominciava ad essere piuttosto noto e, con le sue foto che apparivano sulle copertine di tutte le riviste specializzate di boxe, mieteva stuoli di nuove ammiratrici tra le giovani ragazze.
La sfida successiva era destinata a renderlo campione del mondo per la seconda volta. Davanti alle telecamere dell'HBO, Camacho batté il campione messicano in carica José Luís Ramirez a Las Vegas e vinse così il titolo mondiale dei pesi leggeri. Camacho aveva atterrato Ramirez nel corso della terza ripresa e ottenuto la vittoria con un verdetto unanime ai punti.
Gli altri due campioni in carica in quel momento della categoria, Livingstone Bramble e Jimmy Paul, non avevano molta voglia di riunificare il titolo scontrandosi con Camacho. Così egli batté Freddie Roach prima che venisse il momento del successivo incontro di una certa importanza, dieci mesi dopo aver battuto Ramirez.
Incontrò Edwin Rosario al Madison Square Garden di New York, nuovamente ripreso dalla HBO. Durante un incontro rimasto famoso, Camacho dominò i primi quattro round, ma dovette lottare con i denti per resistere durante la quinta e sesta ripresa, quando accusò la potenza dei colpi di Rosario. Riprese il controllo della situazione aggiudicandosi le riprese centrali, ma Rosario tornò ad avere il sopravvento nelle ultime due. Alla fine il verdetto gli fu favorevole di strettissima misura e mantenne il titolo con una decisione non unanime. Dopo questo incontro lo stile di combattimento di Camacho divenne più difensivo e sembrò studiato più per evitare dure punizioni dagli avversari che per vincere il combattimento.

## Il declino
Dopo l'incontro con Rosario, Camacho iniziò ad avere seri problemi nella vita privata e fu denunciato per possesso di sostanze stupefacenti. Tuttavia le accuse furono in seguito ritirate e poté così riprendere la sua carriera di pugile.
Camacho mantenne quindi la propria cintura contro il precedente campione dei pesi leggeri junior Cornelius Boza-Edwards a Miami con un'unanime decisione ai punti, prima di riprendere nuovamente peso. Dopo alcuni combattimenti in questa categoria, incontrò l'ex campione dei pesi leggeri Ray "Boom Boom" Mancini, detentore di un record di 29 vittorie e 3 sconfitte con 23 KO prima di questo incontro valido per il titolo mondiale vacante dei pesi welter junior versione WBO. Camacho era maggiormente in forma e finì per vincere ai punti in dodici riprese per verdetto non unanime (2-1). , unendosi così al ristretto gruppo di pugili capaci di conquistare il titolo mondiale in tre categorie di peso.
Camacho incontrò quindi Vinny Paz, vincendo nuovamente ai punti, quindi toccò allo sfidante Tony Baltazar, originario di Phoenix. Baltazar fu solo una parentesi: un'altra vittoria ai punti ripresa anch'essa dalla HBO. Ma a quel punto Camacho perse sia il titolo mondiale che il proprio record di pugile imbattuto contro l'ex campione dei pesi leggeri Greg Haugen. Tuttavia, dopo che alle analisi antidoping fu trovata una sostanza sospetta nelle urine di Haugen, fu fissato un incontro di rivincita. Camacho riconquistò così il titolo sconfiggendo Haugen con un verdetto di stretto margine ma unanime.
Questi avvenimenti rappresentarono le premesse per uno spettacolare incontro tra Camacho e Julio César Chávez a Las Vegas nel 1992. Quella sera Camacho, entrato nell'arena vestito come Capitan America, fu sconfitto con verdetto unanime davanti alle telecamere della Pay Per View Showtime.
Sono degne di nota tra le sue vittorie successive al 1992 le due ottenute contro il leggendario Roberto Durán, battuto entrambe le volte ai punti, una volta ad Atlantic City, l'altra a Denver. Nel 1997 batte per KO al quinto round Sugar Ray Leonard, segnando il ritiro definitivo dell'ex campione. Fu sconfitto nelle sfide per il titolo mondiale dei pesi welter da Félix Trinidad e da Óscar de la Hoya, entrambe le volte con decisione unanime.
Il 5 dicembre 2003 Camacho dovette recuperare da un atterramento subìto nella prima ripresa (il terzo della sua carriera) per riuscire a battere Craig Houk per KO alla terza ripresa. Il 4 luglio del 2004 Camacho superò con verdetto unanime dopo dieci riprese Clinton McNeil.

## I problemi con la giustizia
Il 6 gennaio del 2005 Camacho fu arrestato dalla polizia del Mississippi, con l'accusa di aver tentato di scassinare un negozio di elettronica e di avere con sé pastiglie di ecstasy.
Ismael Leandry, il manager di Camacho, dichiarò al giornale El Vocero che a Camacho era stato fornito un computer da un responsabile del negozio il giorno prima dell'arresto. Camacho, che si trovava nel Mississippi per sostenere un combattimento, credendo di aver acquistato il computer si era recato nella sua stanza d'albergo per usarlo. Dato che il computer, secondo la ricostruzione di Leandry, non funzionava, Camacho era andato al negozio la mattina presto del giorno del suo arresto per trattarne la sostituzione. Visto che il negozio non era ancora aperto, secondo i verbali di polizia, scassinò la serranda, entrò e ne prese uno nuovo. Secondo la versione di Leandry, Camacho lasciò lì il computer originariamente acquistato insieme al numero di telefono della propria stanza d'albergo nel caso ci fossero stati problemi. Dopo l'arresto Camacho fu comunque presto scarcerato.

## Fine carriera
Il 9 luglio successivo tornò sul ring di Tucson in Arizona, battendo Raul Muñoz ai punti in dieci riprese. La serata fu caratterizzata dallo scoppio di risse sia all'interno che all'esterno del palazzetto e il suo vecchio rivale Chavez dovette essere scortato fuori dal servizio di sicurezza. La polizia sta ancora indagando sull'accaduto.
Il 18 luglio 2008, dopo tre anni di inattività, Camacho tornò sul ring, battendo per KOT al 7º round il campione internazionale WBE in carica dei superwelter Perry Ballard.
Anche suo figlio, Héctor Camacho Jr., ha intrapreso la carriera di pugile.

## La morte
A seguito di una sparatoria alla periferia di San Juan, il 20 novembre 2012 Camacho fu colpito alla testa e dichiarato deceduto dopo alcuni giorni di coma.
Nella sparatoria era stato ucciso anche il suo amico d'infanzia e noto narcotrafficante, Alberto Yamil Mojica, che era con lui.